# Дама в шляпе и боа из перьев

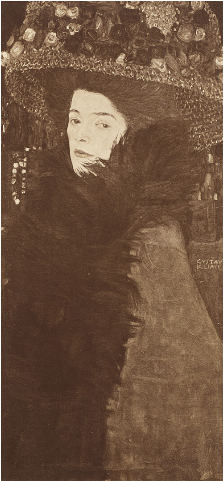
Фиолетовая шляпа (Дама в шляпе с розами). 1909. Местонахождение неизвестно

«Дама в шляпе и боа из перьев» (нем. Dame mit Hut und Federboa) — женский портрет кисти австрийского художника Густава Климта. Известное произведение художника не раз фигурировало на плакатах и обложках каталогов выставок. Позднее название портрета «Фиолетовая шляпа» привело к путанице с другим женским портретом 1909 года.
Картина с необычным для Климта парижским флёром написана не на заказ в тот короткий период, когда, вернувшись из поездок в Париж и Испанию, под влиянием Анри Матисса и фовистов, а также Эль Греко Климт завершил «золотой период», обратился к колоризму и перестал избегать пустоты в композиции, чтобы затем вернуться к богато декорированным фонам в поздних работах. Тёмный фон почти квадратной картины выписан широкими мазками, среди которых обнаруживаются более светлые, напоминающие огоньки. Широкая полоса с красными, зелёными и жёлтыми формами вроде бы напоминает огни ночного города, но в действительности это небрежно прописанные азиатские скульптуры на комоде за спиной у женщины. Как установил реставратор Эрхард Штёбе, у левого края картины можно различить желтоватую металлическую фигурку осла со всадником. Перед этой пёстрой лентой располагается лицо портретируемой дамы, вернее, его открытая часть. Подбородок до нижней губы дамы закрыт чёрным боа из перьев, видны лишь её полуприкрытые глаза под нежно изогнутыми бровями, изящный нос и накрашенная красной помадой верхняя губа. Бледную кожу лица оживляют два пятна румян. Пышные рыжеватые волосы локонами выбиваются из-под шляпы. Светлое пятно под боа — предположительно меховая оторочка манто. Тёмная шляпа, занимающая всю верхнюю часть картины, украшена кобальтово-синей лентой, которая за головой женщины трепеща взмывает вверх выше края картины.
В начале XX века венские модницы носили высокие каблуки, увлекались турнюрами, укладывали волосы в высокие причёски и водружали сверху невиданных размеров шляпы, так что они часто выглядели выше своих кавалеров. К 1910 году в Париже такие наряды уже стали выходить из моды. Под влиянием эскизов Л. С. Бакста для «Русских сезонов» С. П. Дягилева французский модельер Поль Пуаре уже обратился к естественным обтекаемым силуэтам и тюрбанам в качестве головного убора. Несмотря на то, что зрителю не дано даже толком увидеть манто дамы, а её лицо почти полностью скрыто, портрет излучает больше женственности, чем предыдущие женские портреты Климта. Для «Дамы в шляпе и боа из перьев» позировала, как предполагает климтовед Сузанна Парч, Хильда Рот, проработавшая моделью в мастерской Климта около полутора десятков лет, её лицо можно узнать и на других картинах художника.
В 1910 году «Дама в шляпе и боа из перьев» демонстрировалась на IX Венецианской биеннале в зале Климта наряду с ещё двумя десятками работ художника. До 1939 года картина находилась в собственности семьи Лазус-Даниловац. Мария Даниловац, как и её мать Гермина Лазус, имели еврейское происхождение, её муж, серб Йозеф Даниловац был карикатуристом, критически относившимся к гитлеровскому режиму, и получил в Третьем рейхе запрет на профессию. Испытывая серьёзные финансовые трудности, в ноябре 1939 года семья была вынуждена продать картину вместе с другими художественными ценностями из своей коллекции, в том числе пейзажем Климта «Крестьянский дом с берёзами», чтобы уплатить налог на имущество евреев. Специалист по провенансу галереи Бельведер Моника Майер характеризовала эту сделку как «вынужденная продажа». С 1950 года «Дама в шляпе и боа из перьев» находилась в собрании галереи Бельведер, её небезупречный провенанс замалчивался директорами Фрицем Новотны и вслед за ним Гербертом Фродлем. Ситуация изменилась в середине 1990-х годов благодаря деятельности Хубертуса Чернина и принятию Австрией закона о возврате художественных ценностей в 1998 году. В декабре 2000 года австрийский Совет по возврату художественных ценностей принял единогласное решение о реституции наследникам Гермины Лазус двух работ Климта из галереи Бельведер, их общая стоимость на тот момент оценивалась в полмиллиарда шиллингов.